# Yermo xanthocephalus
 Yermo xanthocephalus  Dorn, 1991 è una specie di pianta angiosperma dicotiledone della famiglia delle Asteraceae (sottofamiglia Asteroideae).  Yermo xanthocephalus è anche l'unica specie del genere  Yermo  Dorn, 1991.

## Etimologia
Il nome generico (Yermo) nella lingua spagnola indica un luogo disabitato e assolutamente inospitale. L'epiteto specifico (xanthocephalus) deriva dal greco e significa "testa gialla".
Il nome scientifico della specie è stato definito dal botanico Robert Donald Dorn (1942-) nella pubblicazione " Madrono; Journal of the California Botanical Society. Berkeley, CA" ( Madroño 38: 199 ) del 1991. Il nome scientifico del genere è stato definito nella stessa pubblicazione.

## Descrizione

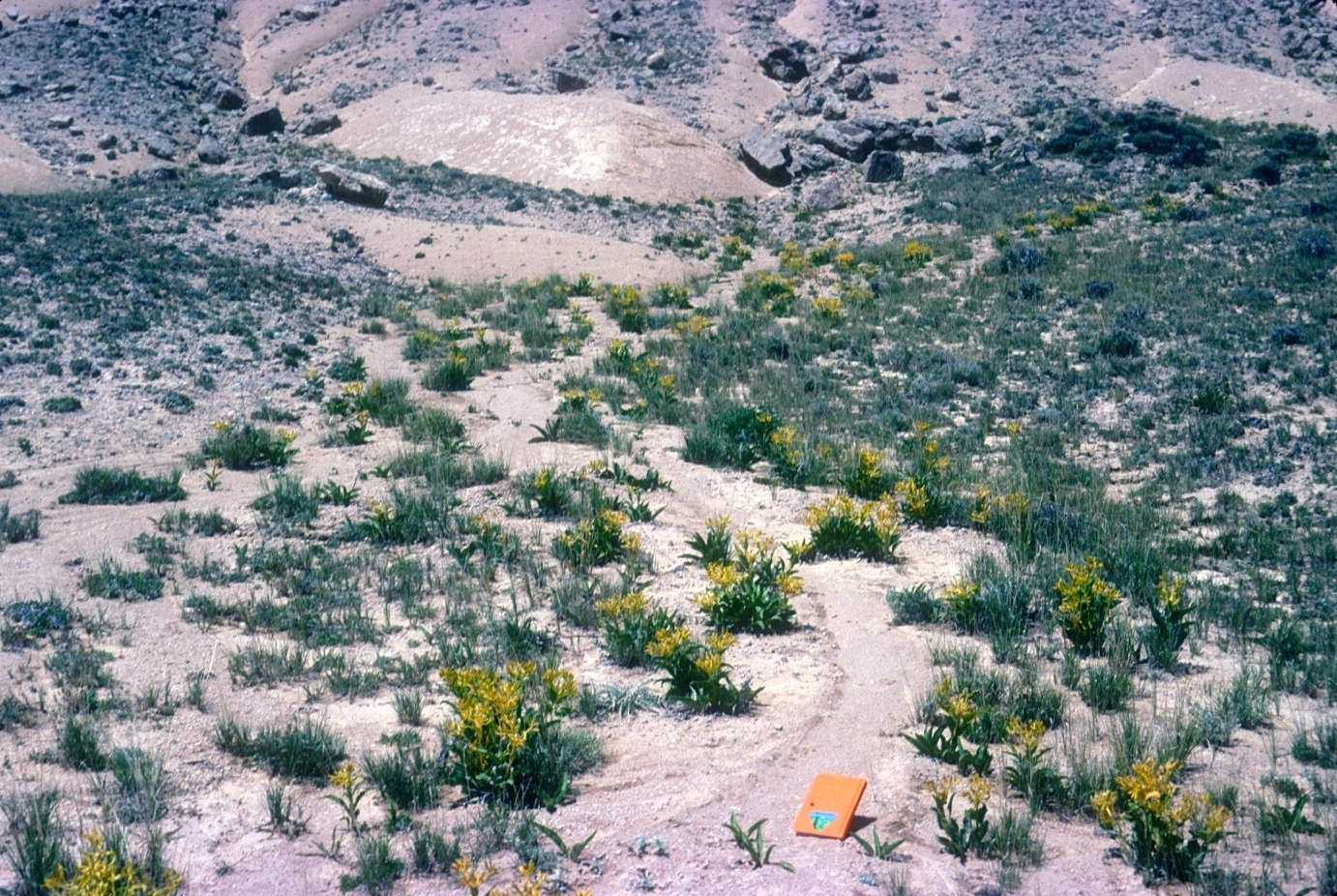
Habitat

Habitus. Yermo xanthocephalus ha un habitus di tipo erbaceo perenne fittonante. Le superfici delle piante possono essere sia glabre che pubescenti per peli semplici. Altezza massima: 10 – 30 cm.
Radici. Le radici sono secondarie da rizoma.
Fusto. La parte aerea in genere è eretta (cava), semplice o ramosa. La parte ipogea è un grosso fittone (in profondità può raggiungere 20 – 25 cm).
Foglie. Le foglie sono sia basali che cauline disposte in modo alternato. Sono picciolate con forme intere (da lanceolate a ellittico-ovate) carenate quasi conduplicate; sono inoltre trinervate e coriacee con facce glabre e bordi più o meno interi. Dimensione delle foglie: 4 - 25 x 1 – 6 cm. Lunghezza dei peduncoli: 3 – 15 mm.
Infiorescenza. Le sinflorescenze sono composte da diversi capolini (da 25 a 180 per pianta) raccolti in corimbi panicolati. Le infiorescenze vere e proprie sono formate da un capolino terminale (o alle ascelle delle foglie distali) peduncolato di tipo discoide. Alla base dell'involucro (la struttura principale del capolino) può essere presente (ma non sempre) un calice formato da 0 - 3 brattee fogliacee. I capolini sono formati da un involucro, con forme cilindriche, composto da 4 - 6 brattee, al cui interno un ricettacolo fa da base ai fiori. Le brattee, gialle, sono disposte in modo più o meno embricato di solito su una o due serie e possono essere connate alla base. Il ricettacolo, a volte alveolato, è nudo (senza pagliette a protezione della base dei fiori); la forma è piatta. Diametro dell'involucro: 3 – 5 mm.
Fiori.  I fiori (4 - 6 per capolino) sono tetra-ciclici (formati cioè da 4 verticilli: calice – corolla – androceo – gineceo) e pentameri (calice e corolla formati da 5 elementi). Sono inoltre ermafroditi, tubulosi e actinomorfi.
- Formula fiorale:

*/x K {\displaystyle \infty }, [C (5), A (5)], G 2 (infero), achenio
- Calice: i sepali del calice sono ridotti ad una coroncina di squame.
- Corolla: nella parte inferiore i petali della corolla sono saldati insieme e formano un tubo. In particolare le corolle dei fiori del disco centrale (tubulosi) terminano con delle fauci dilatate a raggiera con cinque profondi lobi più o meno patenti. Il colore delle corolle è giallo.
- Androceo: gli stami sono 5 con dei filamenti liberi. La parte basale del collare dei filamenti può essere dilatata. Le antere invece sono saldate fra di loro e formano un manicotto che circonda lo stilo. Le antere sono minutamente auricolate; a volte sono presenti delle appendici apicali che possono avere varie forme (principalmente lanceolate). La struttura delle antere è di tipo tetrasporangiato, raramente sono bisporangiate. Il tessuto endoteciale è radiale o polarizzato. Il polline è tricolporato (tipo "helianthoid").[12]
- Gineceo: lo stilo è biforcato con due stigmi nella parte apicale. Gli stigmi hanno una forma da subtroncata a ottusa; possono essere ricoperti da minute papille. Le superfici stigmatiche sono continue.  L'ovario è infero uniloculare formato da 2 carpelli.

Frutti. I frutti sono degli acheni con pappo. La forma degli acheni è ellittico-oblunga (leggermente appiattita); la superficie è percorsa da 10 coste/venature longitudinali e può essere pubescente (pelo corto). Non sempre il carpoforo è distinguibile. Il pappo è formato da circa 70 setole snelle, barbate e caduche. Dimensione degli acheni: 6 – 7 mm. Lunghezza del pappo: 5 mm.

## Biologia
Impollinazione: l'impollinazione avviene tramite insetti (impollinazione entomogama tramite farfalle diurne e notturne).

Riproduzione: la fecondazione avviene fondamentalmente tramite l'impollinazione dei fiori (vedi sopra).

Dispersione: i semi (gli acheni) cadendo a terra sono successivamente dispersi soprattutto da insetti tipo formiche (disseminazione mirmecoria). In questo tipo di piante avviene anche un altro tipo di dispersione: zoocoria. Infatti gli uncini delle brattee dell'involucro (se presenti) si agganciano ai peli degli animali di passaggio disperdendo così anche su lunghe distanze i semi della pianta. Inoltre per merito del pappo il vento può trasportare i semi anche a distanza di alcuni chilometri (disseminazione anemocora).

## Distribuzione e habitat
La specie di questa voce è distribuita in USA (Wyoming).

## Tassonomia
La famiglia di appartenenza di questa voce (Asteraceae o Compositae, nomen conservandum) probabilmente originaria del Sud America, è la più numerosa del mondo vegetale, comprende oltre 23.000 specie distribuite su 1.535 generi, oppure 22.750 specie e 1.530 generi secondo altre fonti (una delle checklist più aggiornata elenca fino a 1.679 generi). La famiglia attualmente (2021) è divisa in 16 sottofamiglie; la sottofamiglia Asteroideae è una di queste e rappresenta l'evoluzione più recente di tutta la famiglia.

### Filogenesi
Il genere di questa voce appartiene alla sottotribù Tussilagininae della tribù Senecioneae (una delle 21 tribù della sottofamiglia Asteroideae). La sottotribù descritta in tempi moderni da Bremer (1994), dopo le analisi di tipo filogenetico sul DNA del plastidio (Pelser et al., 2007) è risultata parafiletica con le sottotribù Othonninae e Brachyglottidinae annidiate al suo interno. Attualmente con questa nuova circoscrizione la sottotribù Tussilagininae s.s. risulta suddivisa in quattro subcladi.
Le “Tossilaggine”, tradizionalmente, fanno parte della sottofamiglia delle "Tubiflore" (o attualmente Asteroideae); sottofamiglia caratterizzata dall'avere capolini con fiori tubulosi al centro ed eventualmente fiori ligulati alla periferia, brattee dell'involucro ben sviluppate e frutti con pappo biancastro e morbido. L'area di evoluzione della specie di questa voce, nell'ambito geografico delle tossilaggini, insieme ai generi Rugelia e Arnoglossum, può essere considerata come un sottocentro del gruppo di tussilaggini Mesoamericano.
I caratteri distintivi per la specie  Yermo xanthocephalus sono:
- le foglie sono picciolate e trinervate;
- l'involucro, giallo, alla base non ha un calice (o eventualmente 1 - 3 brattee);
- le brattee dell'involucro sono 5.